# Baai van Mahajamba
De baai van Mahajamba (Frans: baie de Mahajamba; Malagasi: Helodrano Mahajamba) is een baai in het noordwesten van het eiland Madagaskar. Hier monden onder andere de Mahajamba en de Sofia uit in de Straat Mozambique. De baai ligt op de grens tussen de regio's Boeny in het westen en Sofia in het oosten.